# Raúl Castro
Raúl Castro Ruz, kubanski revolucionar in politik, * 3. junij 1931, Mayarí, provinca Oriente, Kuba. 
Raul je najmlajši brat Fidela Castra. Sodeloval je v napadu na vojašnico Moncado 1953. Vse od zmage revolucije 1959 je bil dolgoletni obrambni minister Kube (s činom armadnega generala), kakor tudi drugi sekretar kubanske komunistične partije, od 1962 prvi namestnik predsednika vlade, od 1976 pa še prvi podpredsednik državnega sveta Republike Kube. Na vseh funkcijah je bil torej Fidelov namestnik in najtesnejši sodelavec ter drugi človek kubanskega režima. 31. julija 2006 je začasno prevzel pooblastila predsednika Kube zaradi bolezni svojega brata Fidela. 24. februarja 2008 ga je kubanski parlament tudi formalno izvolil za predsednika države (formalno za predsednika državnega sveta in sveta ministrov), po tistem, ko se je Fidel Castro odpovedal vnovični kandidaturi. Leta 2011 je za bratom Fidelom prevzel tudi funkcijo prvega sekretarja KP Kube. Septembra 2006 je v bratovem imenu vodil konferenco neuvrščenih v Havani in bil (tudi namesto njega do februarja 2008) predsedujoči gibanja neuvrščenih do leta 2009. Na Kubi je mdr. gostil papeža Benedikta XVI. in papeža Frančiška, marca 2015 pa ob ponovni vzpostavitvi diplomatskih odnosov z ZDA tudi ameriškega predsednika Baracka Obamo. Za prvega sekretarja KP Kube je bil ponovno izvoljen spomladi leta 2016, 19. aprila 2018 pa je predal svoje državne funkcije (predsednika državnega in ministrskega sveta) svojemu doslejšnjemu namestniku in izbranemu nasledniku, Miguelu Díaz-Canelu, a je obdržal vodstveno funkcijo v partiji in poveljstvo vojske.  Aprila 2021 je na prvi dan zasedanja kongresa Komunistične partije Kube podal izjavo o odstopu s položaja prvega sekretarja,  zadržal pa je dejansko poveljstvo vojske.